# 伊拉·伊米提
伊拉·伊米提（约公元前1868年—约公元前1861年前后在位）（英語：Erra-Imittī）。伊辛第一王朝国王。承袭里皮特·恩利尔之位，曾与拉尔萨之间较量。后因为得到兆符而选定园丁恩利尔·巴尼作为自己的替身，不久即由于热汤噎塞而身亡。死后由恩利尔·巴尼承袭其位。